# Карфентанил
Карфентани́л (Carfentanyl, Carfentanil, R33799) — опиоидный анальгетик, мощный агонист μ-опиоидных рецепторов, производное от более известного фентанила. Является одним из самых мощных опиоидов, одна единица карфентанила в 100 раз мощнее, чем такое же количество фентанила, в 5000 раз мощнее единицы героина и в 10 000 раз мощнее единицы морфина.
Карфентанил также используется как транквилизатор для слонов, чтобы усыпить слона, достаточно двух миллиграммов карфентанила. Коммерчески производится и используется. Применяется в парамедицине, а также в паллиативной помощи, и для снижения страданий при смерти от лучевой болезни.

## Общая информация
Карфентанил был впервые синтезирован в 1974 году командой химиков Janssen Pharmaceutica во главе с Полом Янссеном. Воздействие этого опиоида превышает фентанил и морфин соответственно в 100 и 10000 раз. Медианная анальгетическая активность ED50 для данного вещества при внутривенном введении крысам составляет 0,41 мкг/кг, медианная летальная доза LD50 — 3,39 мг/кг; воздействие на организм человека начинается уже с 1 мкг.
Препарат присутствует на фармацевтическом рынке под торговой маркой Wildnil как анестетик общего действия, предназначенный для крупных животных (очень большая активность не предполагает его использования на людях). Максимально мощным опиоидом, применяемым в медицинских целях на людях, в настоящее время является суфентанил, примерно в 10-20 раз уступающий карфентанилу.
Одним из широко известных примеров применения карфентанила в ветеринарной практике является эпизод документального сериала Animal Cops: Houston телеканала Discovery, в котором было показано, как карфентанилом (разведённым в мёде) был усыплен бурый медведь с целью безопасной перевозки от жестоко обращавшегося с ним частного владельца в южном Техасе в зоопарк Хьюстона.

## Применение при штурме Театрального центра на Дубровке
По мнению ряда экспертов, не подтвержденному российскими силовыми структурами, однако «в общем» подтвержденному тогдашним главой Минздрава Юрием Шевченко, аэрозоль на основе карфентанила либо его более слабого аналога 3-метилфентанила (известного также как наркотик «Белый китаец») применялся при штурме Театрального центра на Дубровке в Москве в 2002 году, чтобы уменьшить вероятность подрыва террористами взрывных устройств. Этот вывод был сделан из того, что службы неотложной медицинской помощи были проинструктированы (с задержкой и без разглашения природы агента) использовать антагонисты опиоидов. Из-за недостатка информации, медики не могли выработать стратегию реанимации и обеспечить достаточное количество применяемых в этих целях «Налоксона» и «Налтрексона» для успешной помощи всем пострадавшим. В предположении, что единственным активным компонентом усыпляющего аэрозоля был карфентанил, основной причиной смерти пострадавших могла быть вызванная опиоидами остановка дыхания; в этом случае примененное на месте (вместо перевозки в клиники) искусственное дыхание и применение антагонистов могло спасти жизни большинства или всех погибших.

## Правовой статус
Карфентанил входит как наркотическое средство в Список II Перечня наркотических средств, психотропных веществ и их прекурсоров, подлежащих контролю в Российской Федерации.